# Шагиева, Наталья Алексеевна
Наталья Алексеевна Шагиева (в девичестве — Бардина) (род. 21 ноября 1961 года, Оськино) — советская и российская легкоатлетка и тренер по лёгкой атлетике, специализирующаяся в марафонском беге. Мастер спорта СССР международного класса (1984). Чемпионка Универсиады 1987 года.

## Биография
Наталья Алексеевна Бардина родилась 21 ноября 1961 года в селе Оськино Инзенского района Ульяновской области.
Занималась в школьной спортивной секции под руководством Николая Сергеевича Кривова. Затем тренировалась у Николая Дмитриевича Карпова.
В 1979 году поступила в Ульяновский кооперативный техникум, а в 1989 году окончила экономический факультет Ульяновского сельскохозяйственного института.
На протяжении пяти лет входила в сборную команду РСФСР по марафонскому бегу. Чемпионка Универсиады 1987 года по марафонскому бегу, победительница нескольких международных марафонов — в Корее (1985), в Тунисе (1986), в Мехико (1987, 1988), полумарафона в Париже (1989), серебряный призёр международного марафона в Севилье (1990).
Закончила спортивную карьеру в 1991 году из-за последствий травмы ноги. После окончания курсов «Основы спортивной тренировки» стала работать тренером-преподавателем по лёгкой атлетике ГОУ ДОД «Областная специализированная детско-юношеская спортивная школа олимпийского резерва».
В 2009 году награждена почётным знаком Ульяновской области «Материнская слава» III степени. В 2011 году награждена Почётной грамотой Губернатора Ульяновской области.
В 2016 году вместе с мужем награждена медалью ордена «Родительская слава».

### Семья
С 1991 года замужем за марафонцем Рустамом Раиловичем Шагиевым, с которым познакомилась в Краснодарском крае на первенстве общества «Урожай». У них пятеро детей — две дочери (Алсу, Рамиля) и три сына (Эмиль, Роберт, Марсель).

## Основные результаты
| Год  | Соревнования     | Место проведения      | Дистанция   | Место | Результат |
| ---- | ---------------- | --------------------- | ----------- | ----- | --------- |
| 1986 | Игры доброй воли | Москва, СССР          | марафон     | 21    | 2:45:25   |
| 1987 | Универсиада      | Загреб, Югославия     | марафон     | 1     | 2:46:30   |
| 1989 | Гумарафон        | Иври-сюр-Сен, Франция | полумарафон | 1     | 1:12:17   |